# أندريوس كوبيليوس
أندريوس كوبيليوس (بالليتوانية: Andrius Kubilius) (و. 1956 – م) هو سياسي، وفيزيائي من ليتوانيا . ولد في فيلنيوس . تولى منصب رئيس وزراء ليتوانيا (26 نوفمبر 2008–22 نوفمبر 2012)، ورئيس وزراء ليتوانيا (3 نوفمبر 1999–9 نوفمبر 2000)، وعضو برلمان (منذ 1992) .

## التعليم
تعلم في Vilnius University

## جوائز
حصل على جوائز منها:
- وسام الصليب الأكبر من وسام إيزابيلا الكاثوليكية.

## روابط خارجية
- أندريوس كوبيليوس على موقع مونزينجر (الألمانية)